# Грецовка (муниципальное образование Огарёвское)
Грецовка — деревня в Щёкинском районе Тульской области России.
В рамках административно-территориального устройства относится к Житовской сельской администрации Щёкинского района, в рамках организации местного самоуправления включается в сельское поселение Огарёвское.

## География
Расположена на южной границе города Щёкино (в 2 км к югу от железнодорожной станции Щёкино).

## Население
| 2002 | 2010 |
| ---- | ---- |
| 152  | ↘120 |

## Уроженцы
- Игорь Тальков (1956—1991) — советский певец, поэт, композитор.